# Азійська фінансова криза

Географія азійської кризи.

Азі́йська фіна́нсова кри́за — економічна криза в країнах південної і східної Азії, яка вибухнула в липні 1997 року і стала найсерйознішим потрясінням світової економіки в 1990-их роках. Після багатьох років швидкого зростання економіки, азійські країни в 1997 році раптово увійшли в глибоку рецесію.
Експерти називають декілька причин азійської фінансової кризи. Підґрунтям кризи став надзвичайно різкий ріст економік «азійських тигрів», який сприяв масивному притоку капіталу в ці країни, росту державного і корпоративного боргу, перегріву економіки і буму на ринку нерухомості. Криза вдарила по таким країнам, як Таїланд, Індонезія, Малайзія, Південна Корея. Менше постраждали від кризи економіки Японії, Гонконгу, Лаосу, Філіппін, Китаю, Індії і В'єтнаму. Серед «азійських тигрів» найменше кризою були задіті економіки Сінгапуру і Тайваню.

## Походження та підґрунтя кризи

### Кредитний бум
Лібералізація фінансового сектора Азійських країн, що проводилась у дев'яності роки, викликала кредитний бум в Азії. Ріст обсягів кредитування в цей період перевищував ріст ВВП в середньому на 10 відсотків. Кредити йшли не тільки на створення надлишкових виробничих потужностей, але й інвестувалися в акції та нерухомість. Результатом цього став різкий ріст фондового ринку та збільшення цін на нерухомість в чотири рази. Місцеві банки почали активно інвестувати в акції та кредитувати під заставу нерухомості. В 1997 році частка кредитів, забезпечених нерухомістю, в Таїланді, ІндонезіЇ, Малайзії сягнула від 25 до 40 відсотків. Банки стали вразливі до зниження цін на акції та нерухомість.

### Відсутність страхування валютних ризиків
Оскільки азійські банки сподівалися скористатися з низької процентної ставки на міжнародних фінансових ринках вони брали запозичення в доларах США або ієнах на короткий строк. Самі ж банки кредитували у місцевій валюті на довші терміни. Більшість місцевих валют були твердо прив'язані до долару США і ймовірність валютних коливань вважалась дуже малою. Уряди «азійських тигрів» не вважали за необхідне жорстке регулювання валютних ризиків. В період з 1985 по 1995 роки «азійські тигри» значно вигравали від слабкості долара по відношенню до інших провідних валют. Слабкий долар спричиняв підвищення конкурентоспроможності місцевих економік та збільшував експорт місцевої продукції. Зростання курсу долара по відношенню до ієни,європейських валют та китайського юаня, спричинило відповідне зростання курсів місцевих валют. Це призвело до зменшення міжнародної конкурентоспроможності, ускладненню експорту та створенню серйозного дефіциту торгового балансу.

### Зовнішній борг перевищив золотовалютні резерви
Азійські банки залучаючи короткотермінові кредити у іноземній валюті не створювали золотовалютних резервів достатніх для їх погашення. Навіть після початку кризи деякі банки намагалися виправити ситуацію за допомогою нових короткотермінових кредитів у іноземній валюті. Офіційна інформація про золотовалютні резерви була викривлена та невідповідала дійсності. Деякі центральні банки, наприклад Таїланду, після початку кризи намагалися грати на фьючерсних ринках, сподіваючись таким чином утримати власну валюту від падіння. 

### Слабкість структур регіональних фінансових ринків
Більшість країн не мали адекватного наглядового органу для регулювання фінансового ринку. Місцеві банки не надто ретельно перевіряли кредитоспроможність позичальників та занижували оцінки ризиків. Така політика призвела до заниження резервів банків. Керівництво фінансових інститутів вважало, що місцеві уряди зможуть надати їм допомогу в разі виникнення проблем.

## Наслідки
Азійська фінансова криза викликала такі політичні наслідки, як відставка індонезійського диктатора Сухарто, проголошення незалежності Східного Тимору і розкол в уряді Махатхира Мохамада. На підтвердження тези про глобалізації світової економіки, кризові наслідки швидко поширилися по Земній кулі. Відтік капіталу і падіння цін на сировинні товари сприяло виникненню російської економічної кризи 1998 року (дефолт 1998). Останнім відгуком кризи став аргентинський дефолт 2001 року .
У 1997 році криза довіри з боку західних інвесторів призвів до призупинення фінансування корейських банків і компаній, а потім і до банкрутства деяких з них: 11 з 30 найбільших чеболі були розорені, а уряду довелося просити про допомогу МВФ, причому її розмір на той момент був найбільшим за всю історію фонду - $ 57 млрд.
В Україні криза відбилася на металургії — світовий тренд знизив попит на українську сталь — основний артикул експорту. Ряд український системних банків  були змушені попросити допомоги в уряду Тимошенко; банкам надано допомогу у розмірі… і вони фактично стали державними (Укрпромбанк, Укргазбанк,…).